# Selenops arikok
Selenops arikok – gatunek pająka z rodziny Selenopidae.

## Taksonomia
Gatunek opisała w 2011 roku Sarah Crews na podstawie trzech okazów odłowionych w 2004 roku. Nazwa gatunku pochodzi od nazwy parku narodowego Arikok.

## Opis
Znana wyłącznie samica. Karapaks ubarwiony brązowo-żółto ze śniadymi plamkami pośrodku i po bokach; opatrzony białymi szczecinkami. Sternum tak szerokie, jak długie, pomarańczowo-brązowe, nieco ciemniejsze wzdłuż brzegów. Szczękoczułki ciemnobrązowe, przednio-środkowo rozjaśnione. Szczęki jasnopomarańczowo-brązowe, ciemne na zewnętrznym, dystalnym brzegu. Labium jasnobrązowe, dystalnie rozjaśnione. Grzbiet odwłoka kremowy ze śniadymi plamkami i ciemnym wzorem położonym końcowo-bocznie. Strona brzuszna odwłoka kremowa. Odnóża kremowo-żółte z pierścieniowaniem wszystkich segmentów oprócz stóp. Przedni rząd oczu słabo odgięty ku tyłowi. Tylny rząd również odgięty ku tyłowi. Środkowe oczy tylne większe od środkowych przednich. Tylne oczy boczne największe, przednie boczne najmniejsze. Odnóża pierwszej pary nieco tylko krótsze od tych drugiej pary. Nogogłaszczki z pazurem o 11 ząbkach. Epigyne o płytce prawie czworokątna, bocznych płatkach niewyraźnych, przezroczyste septum środkowe i kieszeń epigynalna obecna. Spermateka jajowata. Długość ciała holotypu to 7,23 mm.
Gatunek podobny do Selenops curazao i Selenops isopodus.

## Biologia i ekologia
Kokon jajowy płaski, biały, dyskowaty, przyczepiony do gruntu i strzeżony przez samicę.
Spotykany pod kamieniami, kłodami i odpadkami na gruncie, zarówno w pobliżu, jak i w oddaleniu od ludzkich siedzib.

## Rozprzestrzenienie
Gatunek znany wyłącznie z Aruby.